# Куп Србије у фудбалу
Куп Србије, из спонзорских разлога Моцарт Бет Куп Србије (Mozzart Bet Kup Srbije), национални је фудбалски куп Републике Србије који се одржава у организацији Фудбалског савеза Србије. Победник овог такмичења добија прилику да се надмеће у квалификацијама за УЕФА Лигу Европе наредне сезоне.

## Историја
Куп Србије је правни наследник Купа Србије и Црне Горе. Куп Србије и Црне Горе је одржан само четири пута, јер се 2006. године Државна заједница Србија и Црна Гора раздвојила на Србију и Црну Гору, па је и овај куп од сезоне 2006/07. раздвојен на два дела — Куп Црне Горе и Куп Србије.
Године 1914, Олимпијски комитет Србије организовао је Српски олимпијски куп. Одиграна је само финална утакмица, а било је планирано да се такмичење одржи и у будућим годинама, али је 1914. отпочео Први светски рат.
| Домаћи клуб      | Резултат                           | Гостујући клуб                     |
| ---------------- | ---------------------------------- | ---------------------------------- |
| СК Велика Србија | 3 : 1                              | СК Шумадија Крагујевац             |
| Датум            | 11. мај 1914.                      | 11. мај 1914.                      |
| Стадион          | Стадион СК Соко, Кошутњак, Београд | Стадион СК Соко, Кошутњак, Београд |

## Формат
Прелиминарна рунда: У ову рунду улазе победници 5 регионалних купова (који су постављени за носиоце) и 5 најлошије пласираних из Прве лиге (који су постављени за неносиоце). Игра се једна утакмица. Уколико буде нерешено након 90 минута, приступа се извођењу једанаестераца. 
Шеснаестина финала: У овој рунди прикључују се остали тимови из Прве лиге (неносиоци) и Суперлиге (носиоци). Игра се једна утакмица. Уколико буде нерешено након 90 минута, приступа се извођењу једанаестераца.
Осмина финала: Носиоци и неносиоци се одређују према успешности у Србији прошле сезоне. Игра се једна утакмица. Уколико буде нерешено након 90 минута, приступа се извођењу једанаестераца.
Четвртфинале: Прошлосезонски полуфиналисти купа су аутоматски носиоци, док се остали носиоци и неносиоци одређују по успешности у Србији прошле сезоне. Игра се једна утакмица. Уколико буде нерешено након 90 минута, приступа се извођењу једанаестераца.
Полуфинале: У овој рунди нема носилаца и неносилаца. Игра се једна утакмица. Уколико буде нерешено након 90 минута, приступа се извођењу једанаестераца.
Финале: Игра се једна утакмица на неутралном терену. Уколико буде нерешено након 90 минута, прво се играју два продужетка од по 15 минута, а тек потом се, у случају потребе, приступа извођењу једанаестераца.

## Финалне утакмице Купа Србије
| Сезона   | Датум и место одигравања                           | Судија                        | Победник      | Резултат           | Финалиста      | Стрелци |
| -------- | -------------------------------------------------- | ----------------------------- | ------------- | ------------------ | -------------- | --- |
| 2006/07. | 15. мај 2007. Стадион Партизана (Београд)          | Дејан Делевић (Београд)       | Црвена звезда | 2 : 0              | Војводина      | 1 : 0 — О. Короман (63') 2 : 0 — Д. Ђокић (85')                                                             |
| 2007/08. | 7. мај 2008. Стадион Партизана (Београд)           | Драган Крстић (Београд)       | Партизан      | 3 : 0              | Земун          | 1 : 0 — Л. Дијара (12') 2 : 0 — Л. Дијара (41') 3 : 0 — Л. Дијара (90')                                     |
| 2008/09. | 21. мај 2009. Стадион Партизана (Београд)          | Милорад Мажић (Врбас)         | Партизан      | 3 : 0              | Севојно        | 1 : 0 — Н. Ђорђевић (61') 2 : 0 — И. Стевановић (84') 3 : 0 — Р. Петровић (90')                             |
| 2009/10. | 5. мај 2010. Стадион Партизана (Београд)           | Драгомир Станковић (Београд)  | Црвена звезда | 3 : 0              | Војводина      | 1 : 0 — А. Јевтић (14') 2 : 0 — Е. Каду (62') 3 : 0 — М. Трифуновић (71')                                   |
| 2010/11. | 11. мај 2011. Стадион Црвена звезда (Београд)      | Слободан Веселиновић (Ваљево) | Партизан      | 3 : 0 (служ. рез.) | Војводина      | 1 : 0 — П. Тејго (16') 1 : 1 — Д. Мојсов (63') 2 : 1 — З. Вукић (72' пен.)                                  |
| 2011/12. | 16. мај 2012. Стадион Младост (Крушевац)           | Милорад Мажић (Врбас)         | Црвена звезда | 2 : 0              | Борац Чачак    | 1 : 0 — Е. Гоебел (40') 2 : 0 — К. Борха (85')                                                              |
| 2012/13. | 8. мај 2013. Стадион Партизана (Београд)           | Милорад Мажић (Врбас)         | Јагодина      | 1 : 0              | Војводина      | 1 : 0 — М. Ђурић (15')                                                                                      |
| 2013/14. | 7. мај 2014. Стадион Партизана (Београд)           | Бошко Јованетић (Ужице)       | Војводина     | 2 : 0              | Јагодина       | 1 : 0 — Е. Аливодић (40') 2 : 0 — С. Бабић (52')                                                            |
| 2014/15. | 20. мај 2015. Стадион Рајко Митић (Београд)        | Владо Глођовић (Врбас)        | Чукарички     | 1 : 0              | Партизан       | 1 : 0 — С. Срнић (39')                                                                                      |
| 2015/16. | 11. мај 2016. Стадион ФК Металац (Горњи Милановац) | Милорад Мажић (Врбас)         | Партизан      | 2 : 0              | Јавор Ивањица  | 1 : 0 — М. Јовановић (35') 2 : 0 — Д. Влаховић (90+5')                                                      |
| 2016/17. | 27. мај 2017. Стадион Партизана (Београд)          | Милорад Мажић (Врбас)         | Партизан      | 1 : 0              | Црвена звезда  | 1 : 0 — Н. Миленковић (42')                                                                                 |
| 2017/18. | 23. мај 2018. Стадион ФК Радник (Сурдулица)        | Мајо Вујовић (Нови Сад)       | Партизан      | 2 : 1              | Младост Лучани | 1 : 0 — Ј. Тумбасевић (21') 1 : 1 — М. Јанковић (31') 2 : 1 — С. Здјелар (61')                              |
| 2018/19. | 23. мај 2019. Стадион Рајко Митић (Београд)        | Новак Симовић (Ловћенац)      | Партизан      | 1 : 0              | Црвена звезда  | 1 : 0 — Б. Остојић (14')                                                                                    |
| 2019/20. | 24. јун 2020. Стадион Чаир (Ниш)                   | Данило Грујић (Ниш)           | Војводина     | 2 : 2 (4 : 2 пен)  | Партизан       | 1 : 0 — М. Вукадиновић (37') 2 : 0 — П. Бојић (55') 2 : 1 — Ф. Стевановић (80') 2 : 2 — С. Павловић (90+6') |
| 2020/21. | 25. мај 2021. Стадион Рајко Митић (Београд)        | Срђан Јовановић (Београд)     | Црвена звезда | 0 : 0 (4 : 3 пен)  | Партизан       | — |
| 2021/22. | 26. мај 2022. Стадион Рајко Митић (Београд)        | Срђан Јовановић (Београд)     | Црвена звезда | 2 : 1              | Партизан       | 1 : 0 — А. Катаи (26') 1 : 1 — С. Урошевић (62') 2 : 1 — А. Катаи (73')                                     |
| 2022/23. | 25. мај 2023. Стадион Рајко Митић (Београд)        | Милан Митић (Лесковац)        | Црвена звезда | 2 : 1              | Чукарички      | 0 : 1 — М. Доцић (21') 1 : 1 — А. Пешић (61') 2 : 1 — А. Пешић (76')                                        |
| 2023/24. | 21. мај 2024. Стадион Лагатор (Лозница)            | Милан Илић (Ћуприја)          | Црвена звезда | 2 : 1              | Војводина      | 1 : 0 — М. Иванић (37') 2 : 0 — У. Спајић (66') 2 : 1 — А. Вукановић (90+8')                                |
| 2024/25. | 21. мај 2025. Стадион Краљевица (Зајечар)          | Павле Илић (Крагујевац)       | Црвена звезда | 3 : 0              | Војводина      | 1 : 0 — Б. Дуарте (22') 2 : 0 — Ф. Милсон (90+5') 3 : 0 — А. Катаи (90+12')                                 |

Скраћенице:
- служ. рез. - службени резултат

### Успешност клубова
| Пласман | Клуб           | Победник                                                                  | Финалиста                                               |
| ------- | -------------- | ------------------------------------------------------------------------- | ------------------------------------------------------- |
| 1.      | Црвена звезда  | 8 2006/07, 2009/10, 2011/12, 2020/21, 2021/22, 2022/23, 2023/24, 2024/25. | 2 2016/17, 2018/19.                                     |
| 2.      | Партизан       | 7 2007/08, 2008/09, 2010/11, 2015/16, 2016/17, 2017/18, 2018/19.          | 4 2014/15, 2019/20, 2020/21, 2021/22.                   |
| 3.      | Војводина      | 2 2013/14, 2019/20.                                                       | 6 2006/07, 2009/10, 2010/11, 2012/13, 2023/24, 2024/25. |
| 4.      | Јагодина       | 1 2012/13.                                                                | 1 2013/14.                                              |
| 5.      | Чукарички      | 1 2014/15.                                                                | 1 2022/23.                                              |
| 6.      | Земун          | —                                                                         | 1 2007/08.                                              |
| 6.      | Севојно        | —                                                                         | 1 2008/09.                                              |
| 6.      | Борац Чачак    | —                                                                         | 1 2011/12.                                              |
| 6.      | Јавор Ивањица  | —                                                                         | 1 2015/16.                                              |
| 6.      | Младост Лучани | —                                                                         | 1 2017/18.                                              |